# Guim Valls Soler
Guim Valls Soler (Barcelona, 1992) és un poeta i rapsode català. Ha publicat els llibres de poemes Quincalla del segle, La mà dins la roda (Premi de poesia Martí Dot de Sant Feliu de Llobregat 2016) i Pitó. Ha enregistrat, juntament amb el grup Graves, el CD Graveland Vol.7 (espavilant amb el Guim Valls). Col·labora en el tema El nen blau, del grup de música psicodèlica EVE.

## Obra publicada
- Quincalla del segle (Barcelona: Roure, 2015)
- La mà dins la roda (Barcelona: Viena, 2017. Premi de poesia Martí Dot de Sant Feliu de Llobregat 2016)
- Pitó (Barcelona: Poncianes, 2020)